# Nasty Girl (песня Лудакриса)
«Nasty Girl» — сингл Лудакриса и Pliesа, из альбома Theater of the Mind. Продюсером сингла стал Swizz Beatz. Песня вышла 20 января 2008 года.

## Музыкальное видео
Был снят видеоклип «Nasty Girl». Премьера видео состоялась 10 февраля 2009 года на сайте Def Jam.

## Чарты
| Чарт (2009)                          | Позиция |
| ------------------------------------ | ------- |
| U.S. Billboard Hot R&B/Hip-Hop Songs | 54      |
| U.S. Billboard Hot Rap Tracks        | 23      |